# Unterstation Am Rudolfplatz

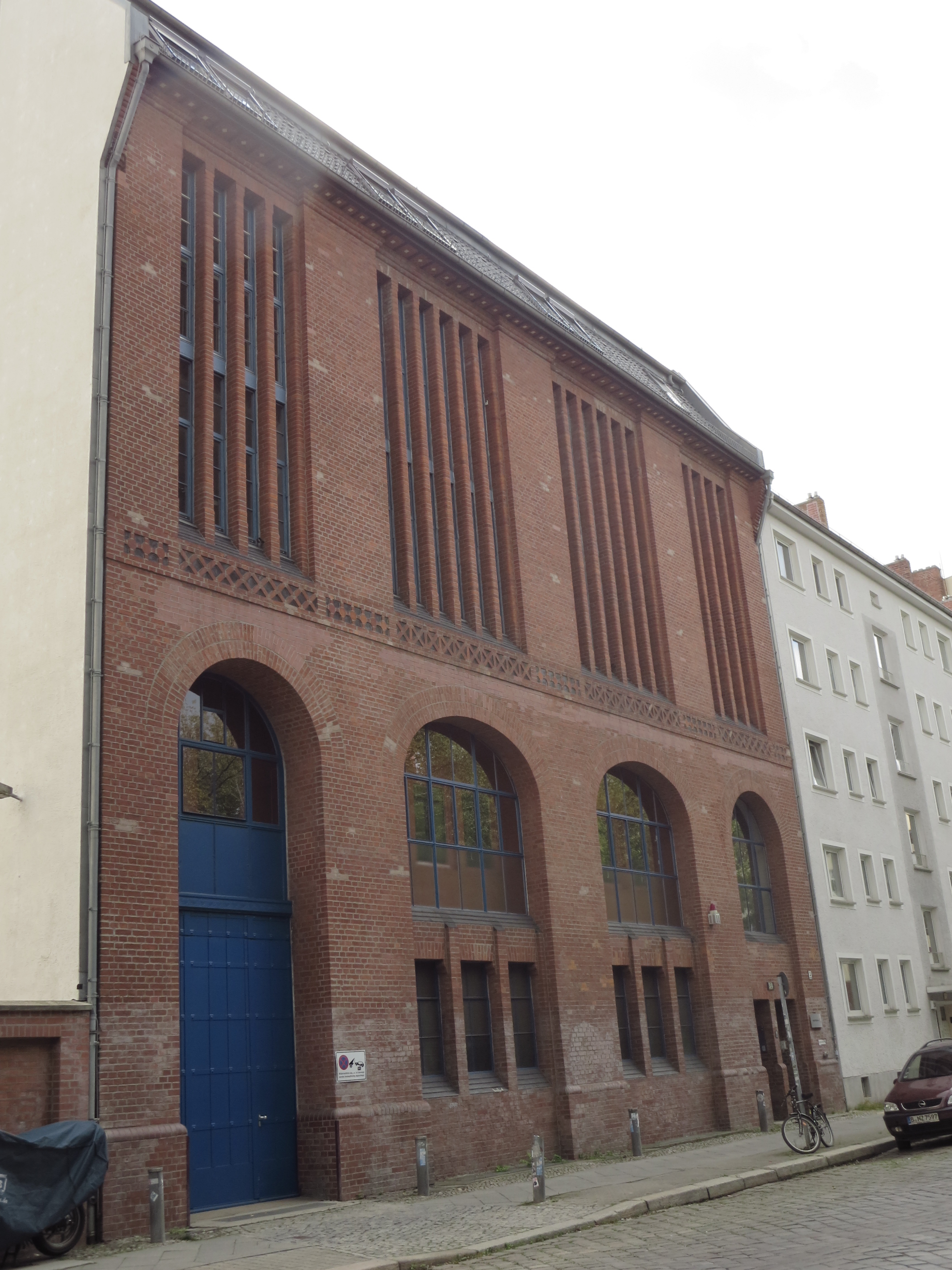
Unterstation Am Rudolfplatz

Die Unterstation Am Rudolfplatz ist ein Umspannwerk im Berliner Ortsteil Friedrichshain im Berliner Bezirks Friedrichshain-Kreuzberg. Das Gebäude ist ein gelistetes Baudenkmal.

## Geschichte
Die Unterstation entstand in den Jahren 1907 und 1908 am Rudolfplatz 3–4. Im Jahr 1927 wurde nach Plänen des Architekten Karl Martin im Hinterhof ein zweigeschossiger Erweiterungsbau auf L-förmigem Grundriss errichtet. Entwurf und Ausführung lagen in den Händen der AEG, Bauherr war die BEWAG. Gegenwärtig befinden sich in der Unterstation weiterhin technische Einrichtungen für die Stromverteilung, sie wird außerdem als Werkstatt und für die Büroverwaltung genutzt.

## Architektur
Das vierachsige Gebäude mit roter Backsteinfassade verfügt in deren unterem Teil über jeweils zwei rund- und korbbogenförmig abgeschlossene Öffnungen, die Erd- und erstes Obergeschoss zusammenfassen. Ein darüberliegendes schmales Ornamentband trennt die wiederum gestalterisch zwei Geschosse übergreifende obere Fassadenhälfte ab. Hier sind zwischen breiten Lisenen Gruppen mit vier beziehungsweise sechs Reihen schlanker Rechteckfenster mit Sprossenteilung zwischen schlanken Pfeilern angeordnet. Ein leicht überstehendes Gesims schließt die Fassade nach oben gegenüber dem bekrönenden Mansarddach ab. Das Umspannwerk passt sich in den Proportionen und der Dachform der umgebenden Mietshausbebauung an, die technische Funktion ist aber deutlich zu erkennen.